# Protosmia sicula
Protosmia sicula là một loài Hymenoptera trong họ Megachilidae. Loài này được Dalla Torre & Friese mô tả khoa học năm 1895.